# Graeffea minor
Graeffea minor är en insektsart som beskrevs av Brunner von Wattenwyl 1868. Graeffea minor ingår i släktet Graeffea och familjen Phasmatidae. Inga underarter finns listade i Catalogue of Life.